# 渡辺章博
渡辺 章博（わたなべ あきひろ、1959年2月18日 - ）は、日本の実業家、公認会計士。GCA共同創業者。フーリハン・ローキー会長、東芝取締役会議長。一橋大学大学院法学研究科客員教授、神戸大学大学院経営学研究科客員教授なども歴任。

## 人物・経歴
東京都武蔵野市生まれ。父が八幡製鐵に務めていたため小学校2年まで北九州市で過ごした。中央大学在学中の1980年に公認会計士第二次試験合格し、平和共同会計事務所入所。1981年中央大学商学部会計学科卒業。1982年Peat Marwick（のちのKPMG）ニューヨーク事務所入所。1985年米国公認会計士試験合格。1990年Peat Marwickパートナー。1994年KPMGコーポレイトファイナンス代表取締役パートナー。
2002年渡辺章博公認会計事務所代表者、グローバルコーポレイトアドバイザリー創業、神戸大学大学院経営学研究科客員教授。2004年GCAを創業。2005年一橋大学大学院法学研究科法務専攻客員教授、2007年中央大学大学院戦略経営研究科客員教授。2008年GCAサヴィアングループ（のちのGCA）設立、同社代表取締役。同年ランバクシー取締役。
やがて共同創業者の佐山展生は方向性の違いから独立し、山本礼二郎とインテグラルを設立したが、その際は2008年に同社への出資を行っている。2012年にGCAの東京証券取引所市場第一部への市場変更を果たした。時価総額では、世界のM&Aアドバイザリー企業の中で5強の一角となり、アジアでのビジネスへの専門性などを優位性として経営を進めた。2013年クオリカプス取締役。2015年マルホ取締役。2016年ユニー・ファミリーマートホールディングス取締役。2022年フーリハン・ローキー会長・マネージング・ダイレクター、チェアマン・オブ・アジア・コーポレート・ファイナンス、東芝取締役会議長・指名委員会副委員長・特別委員会副委員長。2024年JERA取締役。2025年第一三共取締役、M&A支援機関協会理事

## 著書
- 『企業買収実務ハンドブック : 戦略的買い手として成功するために』日経BP社 1991年
- 『M&Aとガバナンス : 企業価値最大化のベスト・プラクティス』（井上光太郎, 佐山展生と共著）中央経済社 2005年
- 『M&Aのグローバル実務』中央経済社 2013年
- 『新時代を切り拓く会計プロフェッション : 藤沼塾講演録』（斉藤惇, 池田唯一, 梶川融, 北村敬子と共著）同文舘出版 2018年